# Atomosia melanopogon
Atomosia melanopogon là một loài ruồi trong họ Asilidae. Atomosia melanopogon được Hermann miêu tả năm 1912. Loài này phân bố ở vùng Tân Bắc giới.